# Graphium browni
Graphium browni är en fjärilsart som först beskrevs av Frederick DuCane Godman och Osbert Salvin 1879.  Graphium browni ingår i släktet Graphium och familjen riddarfjärilar. Inga underarter finns listade i Catalogue of Life.